# Оперный фестиваль в Мачерате
Оперный фестиваль в Мачерате (англ. Macerata Opera Festival) — ежегодный оперный фестиваль, проходящий в июле-августе в итальянском городе Мачерата на открытой арене Сферистерио.

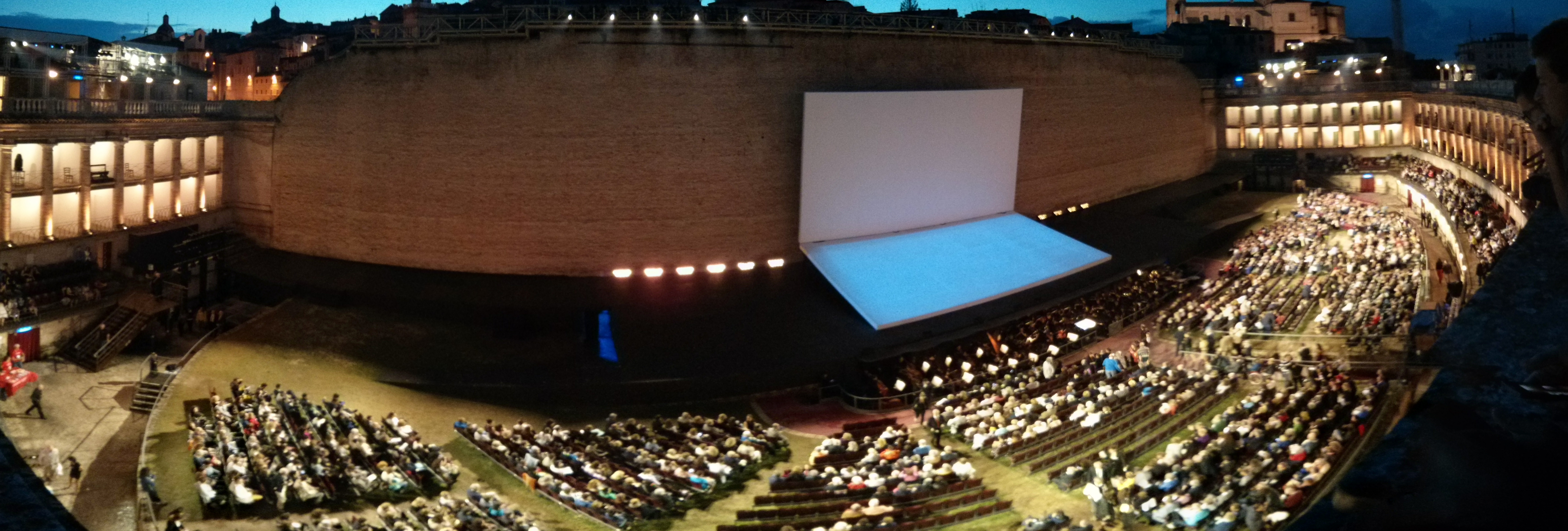
Арена Сферистерио: вид с балкона

Арена была возведена в 1829 году по проекту Иренео Алеандри как спортивное сооружение, но позднее изредка использовалась и для концертов; в 1921 году аристократ Пьер Альберто Конти (1884—1968) впервые осуществил на этой площадке оперную постановку: была исполнена «Аида» Джузеппе Верди с будущей женой Конти, певицей Франчиской Солари, в заглавной партии. На следующий год была поставлена «Джоконда» Амилькаре Понкьелли (дирижировать должен был Артуро Винья), но спектакль был сорван из-за дождя. После этого от идеи ставить на Сферистерио оперы отказались, и только в 1929 году оперный певец Беньямино Джильи дал здесь концерт.
В 1967 году продюсер Карло Перуччи объявил о возрождении фестиваля: его «третий сезон» был представлен операми Верди «Отелло» и Джакомо Пуччини «Мадам Баттерфляй» с участием вокалистов Марио дель Монако и Антониетты Стелла, дирижёров Джузеппе Морелли и Витторио Маки. С этого времени фестиваль проводится ежегодно. В 2003—2005 гг. его художественным руководителем была певица Катя Риччарелли, затем её сменил режиссёр Пьер Луиджи Пицци, превративший фестивальные программы в ежегодные тематические блоки из 3-4 опер, объединённых общей проблематикой.

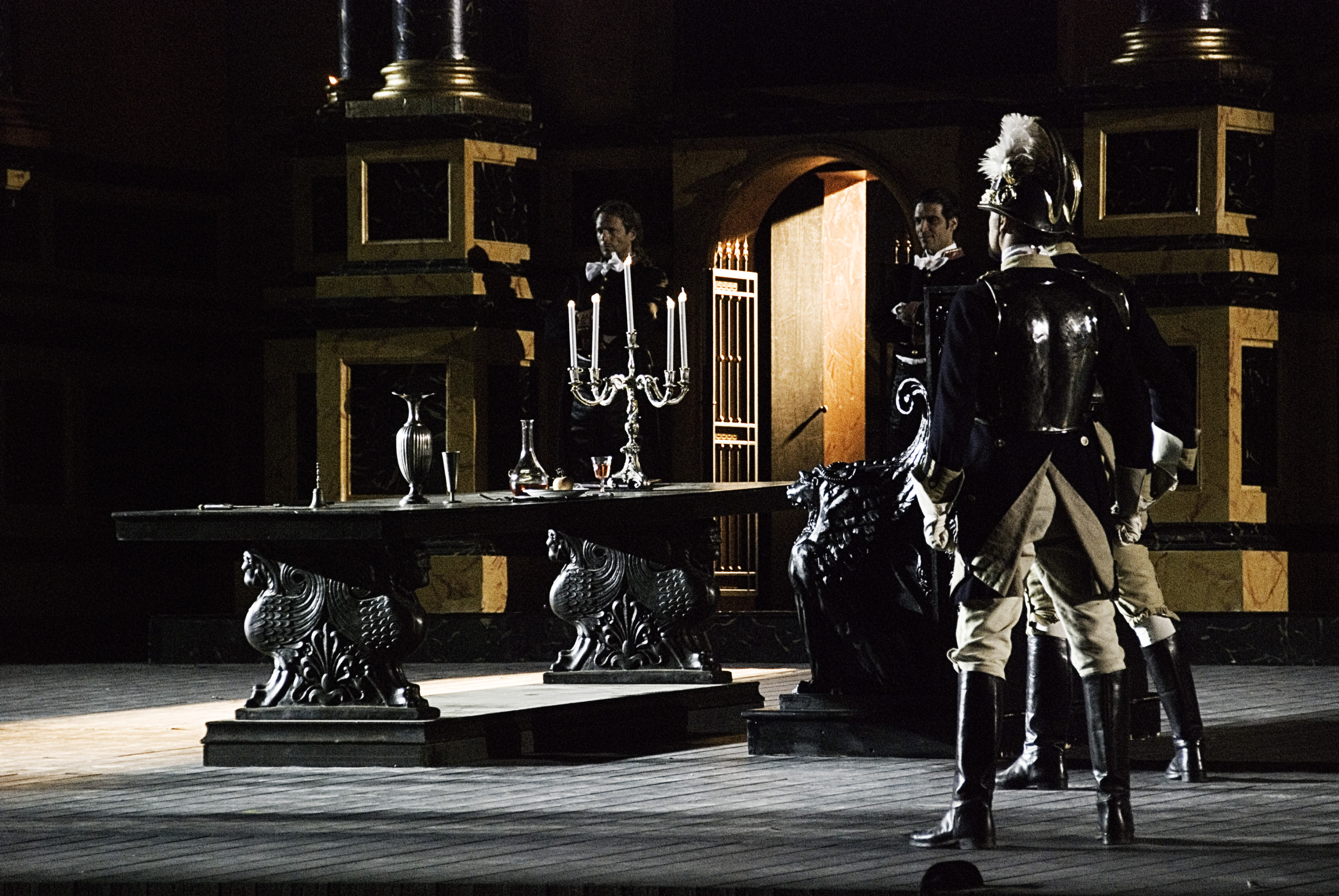
«Тоска» на оперном фестивале в Мачерате (август 2008 года)

Среди инновационных фестивальных постановок, которые привлекли внимание специалистов, была постановка 2013 года под названием «Мечты об одной ноте посреди лета» (итал. Sogni di una note di mezza estate), обыгрывающим итальянское название комедии Шекспира «Сон в летнюю ночь»: в постановке была использована как музыка Феликса Мендельсона к этой пьесе, так и написанная на основе пьесы опера Бенджамина Бриттена, спектакль шёл на английском и итальянском языках с перекрёстными субтитрами и обсуждается как выразительный пример парадоксального статуса художественного перевода в современной интермедиальной культуре. Отмечается также активно ведущаяся с начала 2010-х гг. работа фестиваля с формами обеспечения доступности постановок для слабовидящих и слабослышащих зрителей.